# یواس‌اس ایتاسکا (اس‌پی-۸۱۰)
یواس‌اس ایتاسکا (اس‌پی-۸۱۰) (به انگلیسی: USS Itasca (SP-810)) یک کشتی بود که طول آن ۷۵ فوت (۲۳ متر) بود. این کشتی در سال ۱۹۰۸ ساخته شد.